# Audacy, Inc.
Audacy, Inc. är ett amerikanskt sändningsföretag baserat i Philadelphia, Pennsylvania. Grundat 1968 som Entercom Communications Corp. I november 2017 slogs företaget samman med CBS Radio. Transaktionen var strukturerad som ett byteserbjudande där ägare av stamaktier i CBS Corporation (dvs. inte de aktier med flera röster som innehas av CBS Corps moderbolag National Amusements ) vid tidpunkten för fusionen kunde välja att byta ut sina aktier mot Entercom-aktier motsvarande en andel på 72 % i det sammanslagna bolaget. Den 7 januari 2024 meddelade Audacy att de hade ansökt om kapitel 11 i konkurs, med hänvisning till cirka 1,9 miljarder dollar i skuld. 